# Horst Knobel
Horst Knobel fue un pintor y grafista alemán nacido el 15 de septiembre de 1924 en Kassel y fallecido el 23 de enero de 2023 en Berlín. Trabajó como diseñador de carteles publicitarios antes y después de la guerra. Durante la guerra, sufrió una grave lesión en el brazo izquierdo y se vio obligado a reconvertirse como zurdo. Después de la destrucción de Kassel, se trasladó a Spangenberg. En 1945, se casó con su esposa Leni, quien falleció en 2018. Knobel trabajó principalmente con pastel, pero también realizó dibujos en carboncillo y lápiz. Sus temas incluyen paisajes y vistas de ciudades en Alemania, Hungría, Italia y Francia. Creó cuadros monumentales para los ayuntamientos de Melsungen y Spangenberg, así como un tríptico para la capilla del monasterio de Haydau. Fue conocido en la prensa como el "pintor de Hesse" y participó en numerosas exposiciones individuales y colectivas, organizando 70 exposiciones, entre otras en París, Hamburgo y Zúrich. Gracias a la publicación de sus cuadros en catálogos y calendarios, adquirió notoriedad internacional. Sus obras se encuentran en museos y colecciones privadas en Alemania y en el extranjero. En el museo municipal de Spangenberg se le dedica una sala. Vivió y trabajó en Spangenberg.

## Museos (selección)
- Museo Municipal de Spangenberg (museo local)[4]
- Colecciones nacionales de arte de Kassel
- Colecciones de arte B. Braun Melsungen
- Museo del Castillo Mátra-Orzcy, Gengeß (Gyöngyös), Hungría
- Colecciones de arte de la ciudad de Perpiñán
- Museo de Bellas Artes de Valencia